# Eranthis hyemalis
Eranthis hyemalis ((L.) Salisb., 1807), comunemente nota come piè di gallo, è una pianta erbacea appartenente alla famiglia delle Ranunculaceae, originaria del bacino del Mediterraneo.

## Etimologia
Il nome generico (Eranthis) deriva da due radici greche: er (= primavera) e anthos (= fiore) e fa riferimento alla sua precoce fioritura. Quello specifico deriva dal latino hyemalis (= d'inverno) e si riferisce ancora una volta alla sua precoce fioritura (alla fine dell'inverno).

Il binomio scientifico attualmente accettato (Eranthis hyemalis) è stato proposto dal botanico britannico Richard Anthony Salisbury (1761 - 1829) in una pubblicazione del 1807. Originariamente questa pianta venne classificata come Helleborus hyemalis (attualmente considerato il basionimo di questa pianta) da Carl von Linné (1707 – 1778) biologo e scrittore svedese, considerato il padre della moderna classificazione scientifica degli organismi viventi, nella pubblicazione ”Species Plantarum” del 1753.

## Descrizione

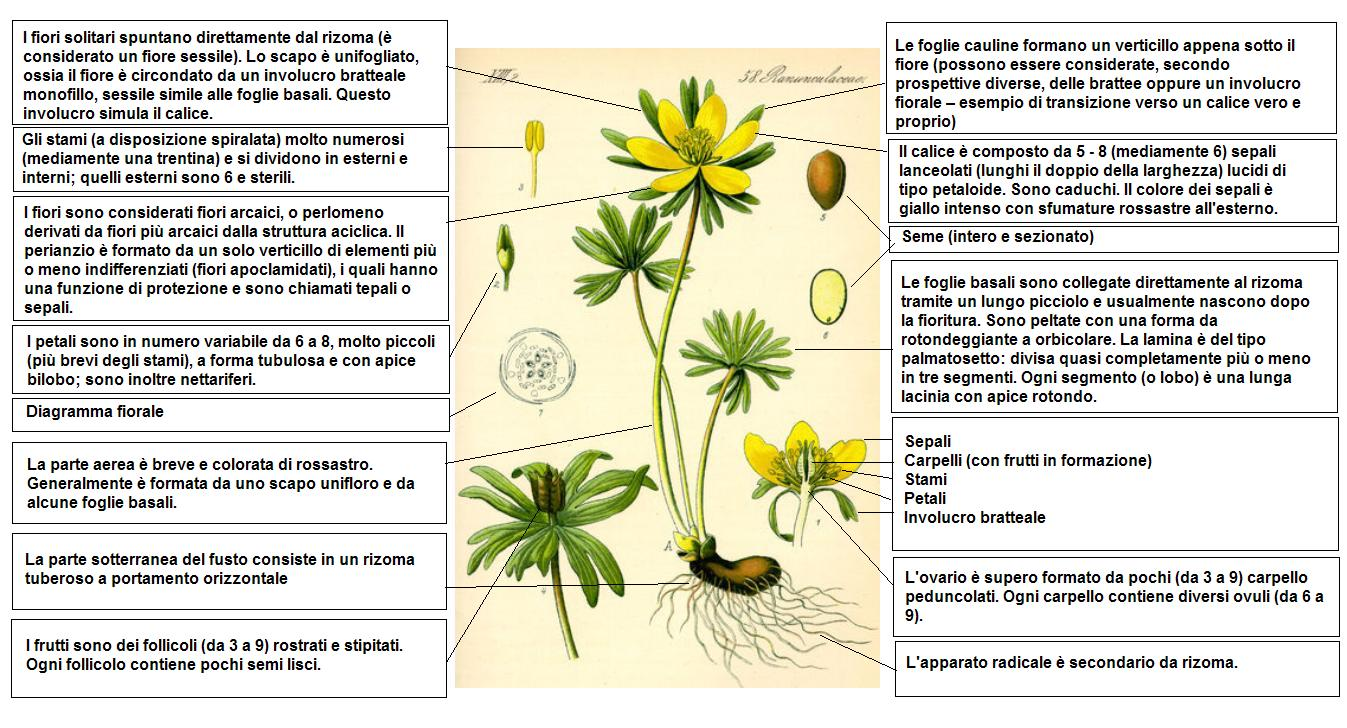
Descrizione delle parti della pianta

Sono piante erbacee, glabre e perenni non molto alte (da 5 a 15 cm). Si distinguono benissimo grazie al verticillo di foglie immediatamente sotto il fiore giallo vivo. Sono debolmente profumate. La forma biologica di queste piante è geofita rizomatosa (G rhiz), ossia sono piante che portano le gemme in posizione sotterranea. Durante la stagione avversa non presentano organi aerei e le gemme si trovano in organi sotterranei chiamati rizomi, dei fusti sotterranei dai quali, ogni anno, si dipartono radici e fusti aerei.

### Radici
L'apparato radicale è secondario da rizoma.

### Fusto
- Parte ipogea: la parte sotterranea del fusto consiste in un rizoma tuberoso (i tubercoli hanno una morfologia irregolare) a portamento orizzontale.
- Parte epigea: la parte aerea è breve e colorata di rossastro. Generalmente è formata da uno scapo unifloro e da alcune foglie basali.

### Foglie

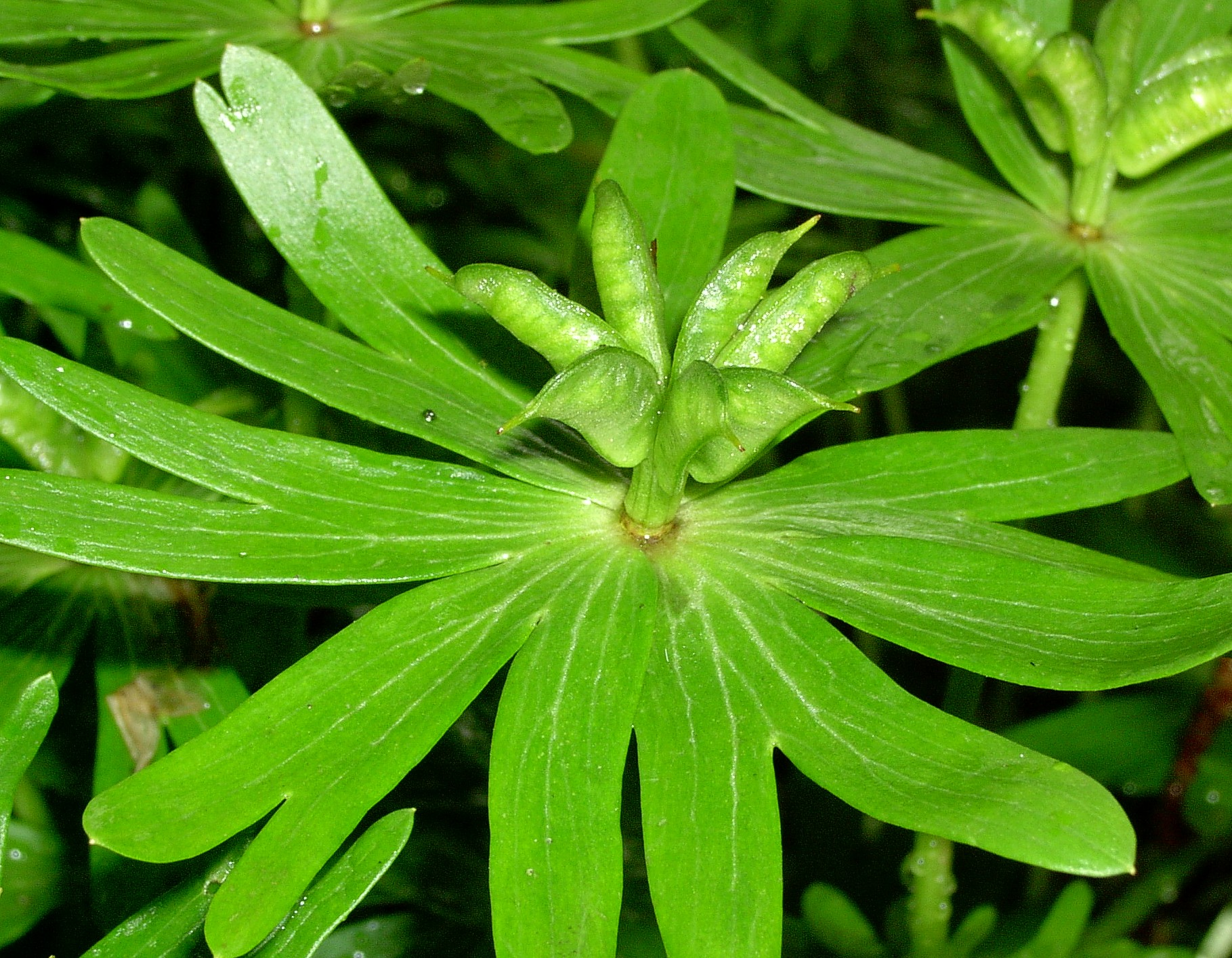
Le foglie

- Foglie basali: le foglie sono collegate direttamente al rizoma tramite un lungo picciolo e usualmente nascono dopo la fioritura. Sono peltate con una forma da rotondeggiante a orbicolare. La lamina è del tipo palmatosetto: divisa quasi completamente più o meno in tre segmenti. Ogni segmento (o lobo) è una lunga lacinia con apice rotondo. Lunghezza del picciolo: 5 – 10 cm. Diametro della foglia completa: 2 – 5 cm.
- Foglie cauline: quelle cauline formano un verticillo appena sotto il fiore (possono essere considerate, secondo prospettive diverse, delle brattee oppure un involucro fiorale – esempio di transizione verso un calice vero e proprio).

### Infiorescenza

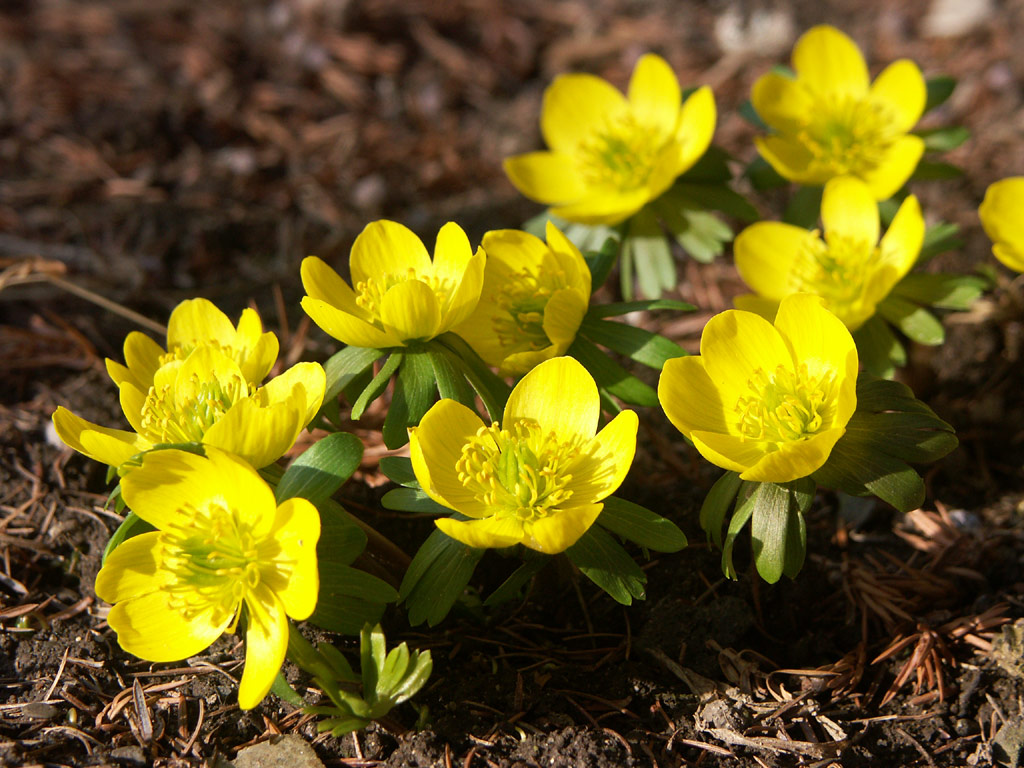
Infiorescenza

I fiori solitari spuntano direttamente dal rizoma (è considerato un fiore sessile). Lo scapo è unifogliato, ossia il fiore è circondato da un involucro bratteale monofillo, sessile simile alle foglie basali. Questo involucro simula il calice. Dimensione delle brattee: 2 cm.

### Fiore

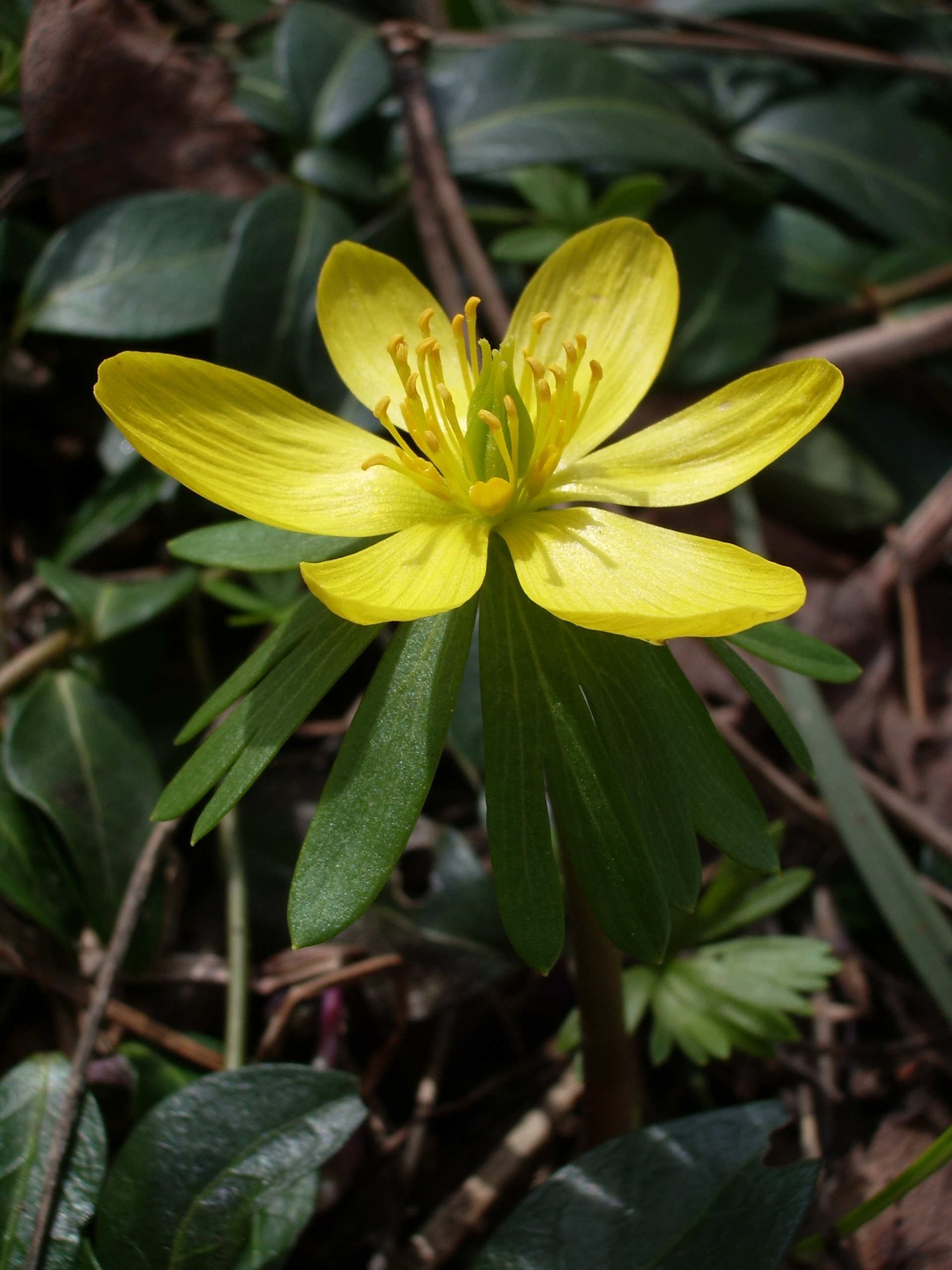
Il fiore

Questi fiori sono considerati fiori arcaici, o perlomeno derivati da fiori più arcaici dalla struttura aciclica. Il perianzio è formato da un solo verticillo di elementi più o meno indifferenziati (fiori apoclamidati), i quali hanno una funzione di protezione e sono chiamati tepali o sepali (la distinzione dei due termini in questo caso è ambigua e quindi soggettiva). I petali veri e propri sono molto ridotti. I fiori sono attinomorfi, più o meno esameri (a 6 elementi di base), ermafroditi e dialisepali (e anche dialipetali). Diametro dei fiori: 2 – 3 cm (massimo 4,5 cm).
- Formula fiorale: per questa pianta viene indicata la seguente formula fiorale:

* K 5-8, C 6-8, A molti, G pochi (supero)
- Calice: il calice è composto da 5 - 8 (mediamente 6) sepali lanceolati (lunghi il doppio della larghezza) lucidi di tipo petaloide. Sono caduchi. Il colore dei sepali è giallo intenso con sfumature rossastre all'esterno. Dimensione dei sepali: larghezza 5 – 11 mm; lunghezza 15 – 22 mm.
- Corolla: i petali sono in numero variabile da 6 a 8, molto piccoli (più brevi degli stami), a forma tubulosa e con apice bilobo; sono inoltre nettariferi.
- Androceo: gli stami (a disposizione spiralata) molto numerosi (mediamente una trentina) e si dividono in esterni e interni; quelli esterni sono 6 e sterili.
- Gineceo: l'ovario è supero formato da pochi (da 3 a 9) carpelli peduncolati. Ogni carpello contiene diversi ovuli (da 6 a 9).
- Fioritura: da febbraio a marzo. In zone particolarmente riparate e soleggiate fiorisce prestissimo addirittura a gennaio.

### Frutti

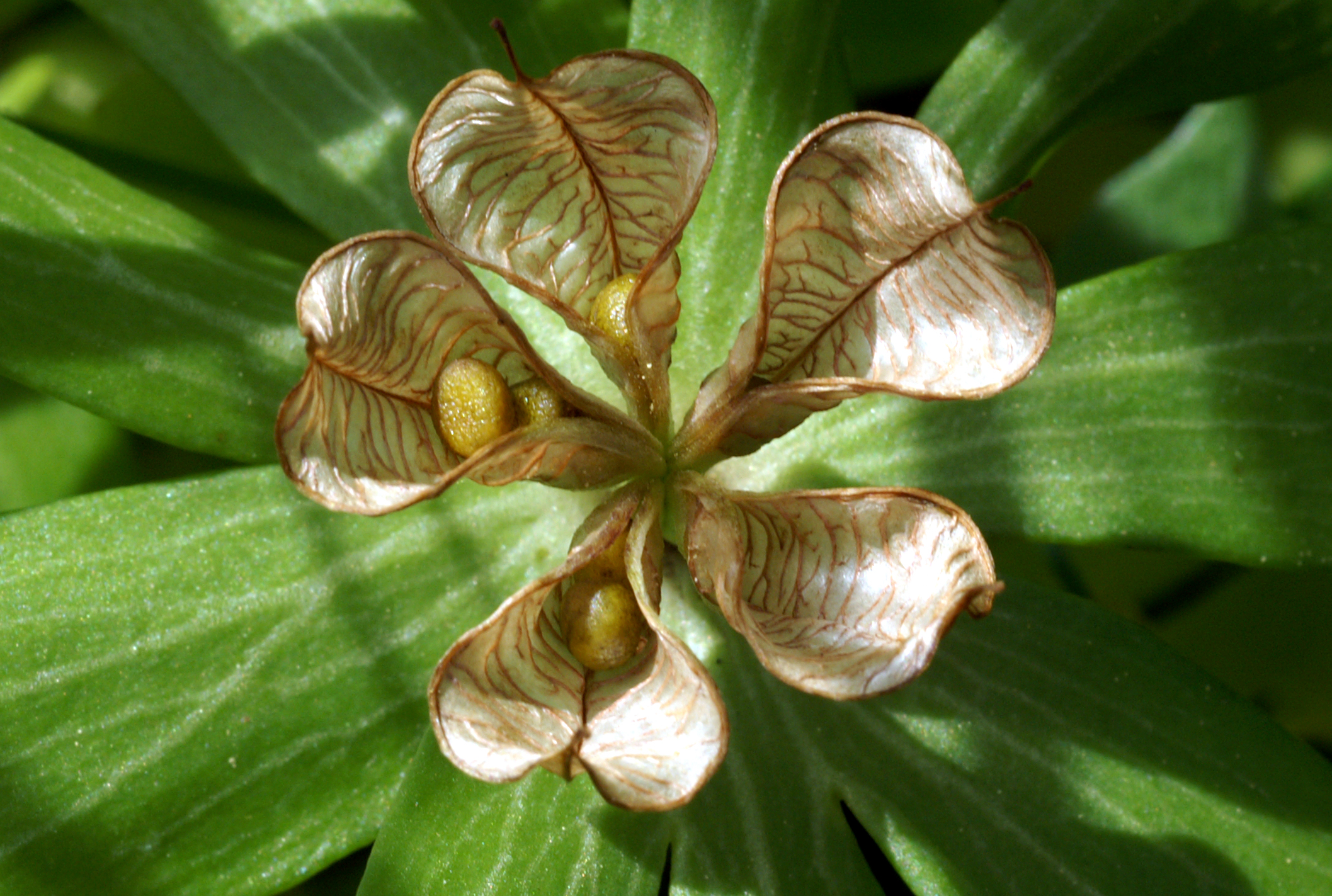
I frutti

I frutti sono dei follicoli (da 3 a 9) rostrati e stipitati. Ogni follicolo contiene pochi semi lisci. Lunghezza del corpo: 8 – 14 mm. Lunghezza dello stipite: 3 mm. Dimensione dei semi: 2 mm.

## Riproduzione
- Impollinazione: l'impollinazione è garantita soprattutto da diversi insetti, come api e vespe in quanto sono piante nettarifere (impollinazione entomogama).
- Riproduzione: la fecondazione avviene sia tramite l'impollinazione dei fiori (vedi sopra), ma anche per divisione del piede (propagazione tipicamente orticola).

## Distribuzione e habitat

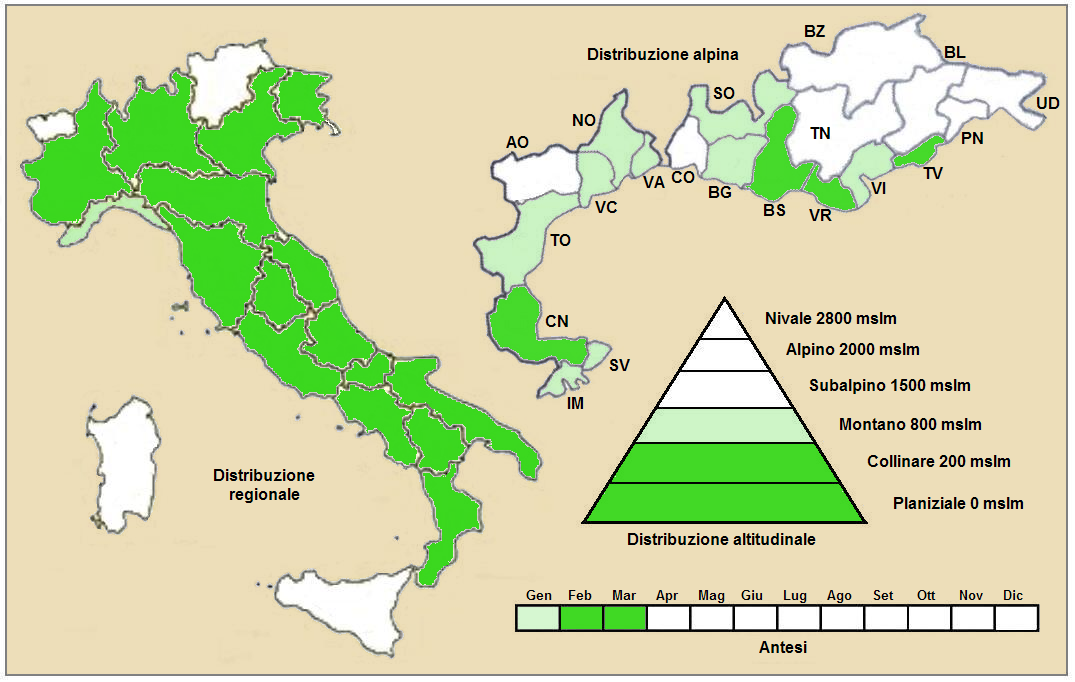
Distribuzione della pianta (Distribuzione regionale – Distribuzione alpina)

- Geoelemento: il tipo corologico (area di origine) è Sud Europeo.
- Distribuzione: questo fiore si trova in gran parte dell'Europa meridionale (Alpi Dinariche e Monti Balcani). In Italia è presente quasi ovunque (a parte le isole e alcune regioni alpine). Verso sud tende ad elevarsi in quota (da 600 a 1000 m s.l.m.). Nelle province alpine italiane è presente con sicurezza nella provincia di Cuneo, Brescia, Verona e Treviso. Alcune stazioni sono presenti anche negli Usa orientali.
- Habitat: l'habitat tipico di questa specie sono i campi, siepi, vigneti ed alcuni tipi di bosco su terreni freschi e umidi; ma anche i prati e pascoli mesofili. Il substrato preferito è sia calcareo che siliceo, con pH neutro e terreno ad alto contenuto nutrizionale che deve essere mediamente umido.
- Distribuzione altitudinale: sui rilievi queste piante si possono trovare fino a 1000 m s.l.m.; frequentano quindi il piano vegetazionale collinare.

### Fitosociologia
Dal punto di vista fitosociologico la specie di questa voce appartiene alla seguente comunità vegetale:
Formazione: delle comunità terofiche pioniere nitrofile
Classe: Stellarietea mediae
Ordine: Papaveretalia rhoeadis
Alleanza: Veronico-Euphorbion
Associazione: Veronico-Euphorbienion

## Tassonomia
Il genere Eranthis comprende poche di specie (una sola spontanea dei territori italiani – quella di questa voce) distribuite soprattutto nelle zone temperate dell'Emisfero boreale (Europa e Asia media). La famiglia delle Ranunculaceae invece comprende oltre 2000 specie distribuite su circa 47 generi (2500 specie e 58 generi secondo altre fonti).

La posizione tassonomica di questa pianta nel corso del tempo ha subito più di qualche revisione. Inizialmente Carl von Linné l'assegnò al genere Helleborus (vedi il basionimo) per certe sue somigliante puramente morfologiche come il verticillo di brattee appena sotto l'infiorescenza o la precocità della fioritura. In seguito venne creato un genere specifico (Eranthis Salisb.) all'interno della tribù delle Helleboreae DC.. Ma attualmente dopo diverse ricerche filogenetiche è risultato che questo genere è più affine alla tribù delle Actaeeae Spach. (vedi la voce Eranthis).  All'interno del genere si trova nella sezione Eranthis.

Il numero cromosomico di E. hyemalis è: 2n = 16

### Variabilità
Nell'elenco che segue sono indicate alcune sottospecie (l'elenco può non essere completo e alcuni nominativi sono considerati da altri autori dei sinonimi della specie principale o anche di altre specie):

- var. bulgaricus Stef. (1941) (originaria della Bulgaria).

### Ibridi
Nell'elenco seguente sono indicati alcuni ibridi interspecifici:
- Eranthis × tubergenii Hoog - Ibrido con Eranthis cilicicus (originario della Turchia).

Altri ibridi sono possibili con Eranthis sibirica.

### Sinonimi
Questa entità ha avuto nel tempo diverse nomenclature. L'elenco che segue indica alcuni tra i sinonimi più frequenti:
- Helleborus hyemalis L. (1753) (basionimo)
- Cammarum hyemale (Linnaeus) Greene (1897)
- Eranthis bulgaricus (Stef.) Stef. (1963)
- Eranthis cilicicus Schott & Kotschy (1854)
- Eranthis isaurica C.Simon (1980)
- Helleborus involucratus Stokes (1812)
- Helleborus monanthos Moench (1794)
- Koellea hyemalis (L.) Biria (1811)
- Robertia hiemalis (L.) Mérat (1812)

### Specie simili
Il fiore di questa voce è molto particolare e unico e quindi poco confondibile. Ad uno sguardo distratto può sembrare simile alla Caltha palustris L.; lo si distingue comunque per le foglie molto più a forma di lacinia (quelle della “caltha” sono reniformi).

## Usi

### Farmacia
Tutta la pianta come altre “ranunculaceae” è velenosa.

### Giardinaggio
L'impiego della “hyemalis” è soprattutto nel giardinaggio, specialmente in vasetto per averne la fioritura in casa. Nel giardinaggio questa pianta è stata introdotta a metà del 1800. Un certo successo nella floricoltura ha avuto una cultivar ibrido con Eranthis sibirica. Il fiore non è particolarmente appariscente ma diventa prezioso per la sua precoce fioritura quando tutta la terra è ancora “addormentata” per la stagione fredda. Il ”Piè di gallo” è di facile impianto in quanto è molto rustico.